# Stefano Agostini
Stefano Agostini (Udine, 3 januari 1988) is een voormalig Italiaans wielrenner. 
In 2013 reed hij voor Cannondale, maar werd in augustus op straat gezet, nadat hij tijdens een out-of-competition controle positief had getest op het verboden middel clostebol.
Agostini kreeg een schorsing van vijftien maanden en in april 2014 maakte hij bekend een punt achter zijn carrière te zetten.

## Belangrijkste overwinningen
2010
 Italiaans kampioen op de weg, Beloften
Trofeo Città di San Vendemiano
2011
Trofeo Matteotti (U23)
4e en 7e etappe Baby Giro

## Resultaten in voornaamste wedstrijden
| Jaar | Amstel Gold Race | Luik-Bast.‑Luik |
| ---- | ---------------- | --------------- |
| 2012 | opgave           | opgave          |
| 2013 | opgave           | opgave          |

## Ploegen
- 2011 –  Liquigas-Cannondale (stagiair, vanaf augustus)
- 2012 –  Liquigas-Cannondale
- 2013 –  Cannondale Pro Cycling

Agnoli ·
Basso · 
Bellotti ·
Bodnar ·
Capecchi ·
Caruso ·
Cimolai · 
Da Dalto ·
Dall'Antonia ·
Duggan ·
Finetto ·
Guarnieri ·
King ·
Koren ·
Longo Borghini ·  
Marangoni · 
Nerz ·
Nibali ·  
Oss ·
Paterski ·
Ponzi ·
Sabatini ·
J. Sagan ·
P. Sagan ·
Salerno ·
Szmyd ·
Vanotti ·
Viviani ·
Wurf ·
Agostini (stagiair) ·
Moser (stagiair)
Agnoli ·
Agostini ·
Basso · 
Bodnar ·
Canuti ·
Capecchi ·
Caruso ·
Da Dalto ·
Dall'Antonia ·
Duggan ·
King ·
Koren ·
Longo Borghini ·  
Marangoni ·
Moser · 
Nerz ·
Nibali ·  
Oss ·
Paterski ·
Ratto ·
Sabatini ·
J. Sagan ·
P. Sagan ·
Salerno ·
Sarmiento ·
Szmyd ·
Vanotti ·
Viviani ·
Aldegheri (stagiair) ·
Benfatto (stagiair) ·
Krizek (stagiair) 
Agostini · Basso · Bodnar · Boivin · Canuti · Caruso ·  Da Dalto · Dall'Antonia · De Marchi · Haedo · King · Koch · Koren · Krizek · Longo Borghini · Marangoni · Masuda · Moser · Paterski · Ratto · Sabatini · J. Sagan · P. Sagan · Salerno · Sarmiento · Vandborg · Viviani · Wurf · Martinello (stagiair) · Villella (stagiair)